# Tephrosia conspicua
Tephrosia conspicua är en ärtväxtart som beskrevs av William Vincent Fitzgerald. Tephrosia conspicua ingår i släktet Tephrosia och familjen ärtväxter. Inga underarter finns listade i Catalogue of Life.